# Wincenty (Jovanović Vidak)
Wincenty, nazwisko świeckie Jovanović Vidak (ur. 10 marca 1730 w Sremskich Karlovcach, zm. 18 lutego 1780 w Dalju) – serbski biskup prawosławny, metropolita karłowicki w latach 1774–1780.

## Życiorys

### Wczesna działalność
Podstawową edukację odebrał od Jeftimija, protoprezbitera soboru św. Mikołaja w Sremskich Karlovcach. Na diakona został wyświęcony jako piętnastolatek, 23 maja 1745, przez biskupa górnokarłowickiego Pawła. Cztery lata później otrzymał godność protodiakona. 1 listopada 1749 złożył wieczyste śluby mnisze w monasterze Rakovac. 12 kwietnia 1753 został archidiakonem, następnie mianowano go archimandrytą.
W 1757, po śmierci biskupa pakrackiego Sofroniusza, został administratorem wakującej eparchii. Chirotonię biskupią przyjął dwa lata później w soborze św. Mikołaja w Sremskich Karlovcach. Objął wówczas katedrę temesvarską. W celu podniesienia poziomu wykształcenia miejscowego duchowieństwa sprowadził do Temesvaru archimandrytę Jana (Rajicia), który spędził w mieście półtora roku. Wincenty popierał również działalność Dositeja Obradovicia, Todora Jankovicia Mirijewskiego i innych serbskich działaczy oświatowych.

### Metropolita karłowicki
30 maja 1774 został jednogłośnie wybrany na nowego metropolitę karłowickiego, następcę zmarłego rok wcześniej Jana. W okresie sprawowania przez niego urzędu władze zabroniły Serbom świętowania wszystkich tradycyjnych cerkiewnych świąt serbskich, z wyjątkiem dnia św. Sawy. Zakazano również tradycyjnych pochówków w cerkwiach i wnoszenia zwłok na ceremonie pogrzebowe w otwartych trumnach. Nałożone na Serbów ograniczenia doprowadziły do buntów przeciwko biskupom w Nowym Sadzie i Vršicu. W 1777 metropolita Wincenty bez powodzenia próbował uzyskać od władz państwowych cofnięcie budzących niezadowolenie postanowień. Jedynym ustępstwem, jakie uzyskał ze strony Austrii, była zgoda na rozdanie ubogim cerkwiom ksiąg cerkiewnych nadesłanych z Rosji, które wcześniej zarekwirowano. Dwa lata później uprawnienia serbskiego hierarchy zostały dodatkowo ograniczone: nie miał już jurysdykcji nad Serbami w sprawach świeckich, a jego obiór na soborze duchowieństwa i świeckich miał być każdorazowo potwierdzany przez cesarza. Cesarz miał również decydować o obsadzie urzędu metropolity w przypadku, gdy uczestnicy soboru nie wskazywali jednogłośnie jednego kandydata.
Wincenty zmarł w 1780 i został pochowany w soborze św. Dymitra w Dalju.